# Riacho de Santana (Rio Grande do Norte)
Riacho de Santana é um município brasileiro no interior do estado do Rio Grande do Norte. Sua história se inicia no século XIX, com a chegada seus primeiros habitantes que, atraídos pela fertilidade do solo local, fixaram residência e desenvolveram a economia agrícola, às margens do Rio Santana, dando origem a um povoado, onde hoje está Localizada a cidade.
O povoado passou à condição de distrito em 23 de dezembro de 1948, sob jurisdição do município de Pau dos Ferros, emancipando-se deste em 10 de maio de 1962, com a denominação "Riacho de Santana", pela lei estadual nº 2 780 que, porém, foi julgada inconstitucional pelo Tribunal Regional Eleitoral do Rio Grande do Norte (TRE-RN). A emancipação só foi efetivada em 26 de março de 1963, sendo o novo município instalado quatro dias depois.
Desde a emancipação, fatos importantes da história de Riacho de Santana foram a chegada da energia elétrica vinda da Usina Hidrelétrica de Paulo Afonso (Bahia) em 1971, até então gerada a partir de motor a diesel; a instalação do primeiro posto telefônico em 1976, pela TELERN, e a promulgação da atual lei orgânica do município, em 1990.

## Geografia
Distante 431 km da capital do estado, Natal, Riacho de Santana se limita com Água Nova a norte; José da Penha e Luís Gomes a sul; Rafael Fernandes, Marcelino Vieira e novamente José da Penha a leste e Coronel João Pessoa a oeste. Com 128,106 km² de área territorial, o território municipal corresponde a 0,2426% da superfície estadual, dos quais apenas 0,72 km² constituem a área urbana, formada pelo Centro e os bairros de Esperança, Novo Horizonte, Renascer, São Gonçalo e São João Batista. Desde 2017, quando os municípios foram agrupados em regiões geográficas, o município está inserido na região imediata de Pau dos Ferros, dentro da região intermediária de Mossoró. Até então, quando vigoravam as mesorregiões e microrregiões, fazia parte da microrregião da Serra de São Miguel, que por sua vez estava incluída na mesorregião do Oeste Potiguar.
O relevo do município, com altitudes predominando entre 200 e 400 metros, é constituído pela Depressão Sertaneja e pelo Planalto da Borborema, do qual fazem parte as serras do Camelo e São José, onde se encontram as maiores altitudes. A geologia local se caracteriza pela presença das rochas metamórficas do embasamento cristalino, datadas do período Pré-Cambriano médio, entre um bilhão e 2,5 bilhões de anos. Os solos são férteis, bem drenados e apresentam textura formada por argila, caracterizando o solo bruno não cálcico, ocorrendo também áreas de solo podzólico vermelho-amarelo equivalente eutrófico. Ambos, na nova classificação brasileira de solos, constituem a classe dos luvissolos.
Tais solos são cobertos pela Caatinga, uma vegetação xerófila de pequeno porte cujas espécies perdem suas folhas no período seco. Riacho de Santana possui todo o seu território localizado na bacia hidrográfica do Rio Apodi-Mossoró, sendo cortado pelos riachos dos Gatos, Panela e Santana. O principal reservatório é o Açude Caripina, afluente da margem esquerda do riacho Santana, com capacidade para 3,187 milhões de metros cúbicos (m³). O clima, por sua vez, é semiárido, com chuvas concentradas no primeiro semestre.
Segundo dados da Empresa de Pesquisa Agropecuária do Rio Grande do Norte (EMPARN), desde 1992 o maior acumulado de chuva em 24 horas registrado em Riacho de Santana atingiu 117 mm em 6 de maio de 2008, seguido por 105 mm em 25 de março de 2020. De novembro de 2019 a março de 2021, a menor temperatura registrada na cidade pela estação meteorológica automática da EMPARN foi de 16 °C em 29 de julho de 2020 e a maior chegou a 39,3 °C em 9 de dezembro de 2023.
| Dados climatológicos para Riacho de Santana                                                           | Dados climatológicos para Riacho de Santana | Dados climatológicos para Riacho de Santana | Dados climatológicos para Riacho de Santana | Dados climatológicos para Riacho de Santana | Dados climatológicos para Riacho de Santana | Dados climatológicos para Riacho de Santana | Dados climatológicos para Riacho de Santana | Dados climatológicos para Riacho de Santana | Dados climatológicos para Riacho de Santana | Dados climatológicos para Riacho de Santana | Dados climatológicos para Riacho de Santana | Dados climatológicos para Riacho de Santana | Dados climatológicos para Riacho de Santana |
| Mês                                                                                                   | Jan                                         | Fev                                         | Mar                                         | Abr                                         | Mai                                         | Jun                                         | Jul                                         | Ago                                         | Set                                         | Out                                         | Nov                                         | Dez                                         | Ano                                         |
| --- | ------------------------------------------- | ------------------------------------------- | ------------------------------------------- | ------------------------------------------- | ------------------------------------------- | ------------------------------------------- | ------------------------------------------- | ------------------------------------------- | ------------------------------------------- | ------------------------------------------- | ------------------------------------------- | ------------------------------------------- | ------------------------------------------- |
| Temperatura máxima recorde (°C)                                                                       | 38                                          | 38,4                                        | 35,3                                        | 34,1                                        | 34,4                                        | 35,7                                        | 34,5                                        | 36,8                                        | 37,2                                        | 38,7                                        | 39,2                                        | 39,3                                        | 39,3                                        |
| Temperatura mínima recorde (°C)                                                                       | 20,9                                        | 20,2                                        | 20,9                                        | 21,1                                        | 20,5                                        | 17,6                                        | 16                                          | 16,2                                        | 16,5                                        | 19,7                                        | 21,1                                        | 20,3                                        | 16                                          |
| Precipitação (mm)                                                                                     | 99,5                                        | 134,7                                       | 191,9                                       | 181,1                                       | 118,2                                       | 36,1                                        | 24,5                                        | 12,3                                        | 4,4                                         | 3,5                                         | 11,7                                        | 40,1                                        | 858                                         |
| Fonte: EMPARN (recordes de temperatura de 14/11/2019 a 08/03/2021; médias de precipitação: 1992-2020) |                                             |                                             |                                             |                                             |                                             |                                             |                                             |                                             |                                             |                                             |                                             |                                             |                                             |

## Demografia
No último censo realizado no Brasil, em 2010, Riacho de Santana era o 130° município em população no estado e o 4 598° no Brasil, com 4 156 habitantes. Em comparação ao censo de 2000, houve uma redução média de -0,11% a.a., diferente do observado entre 1991 e 2000, quando essa mesma taxa anual era positiva, de 0,6%. Embora a população vivendo na cidade tenha crescido a cada década, a maior parte dos habitantes ainda residia na zona rural no último censo, quando 50,1% do total eram mulheres e 49,9% homens, resultando em uma razão de sexo de 99,52. A densidade populacional era de 32,44 hab/km².

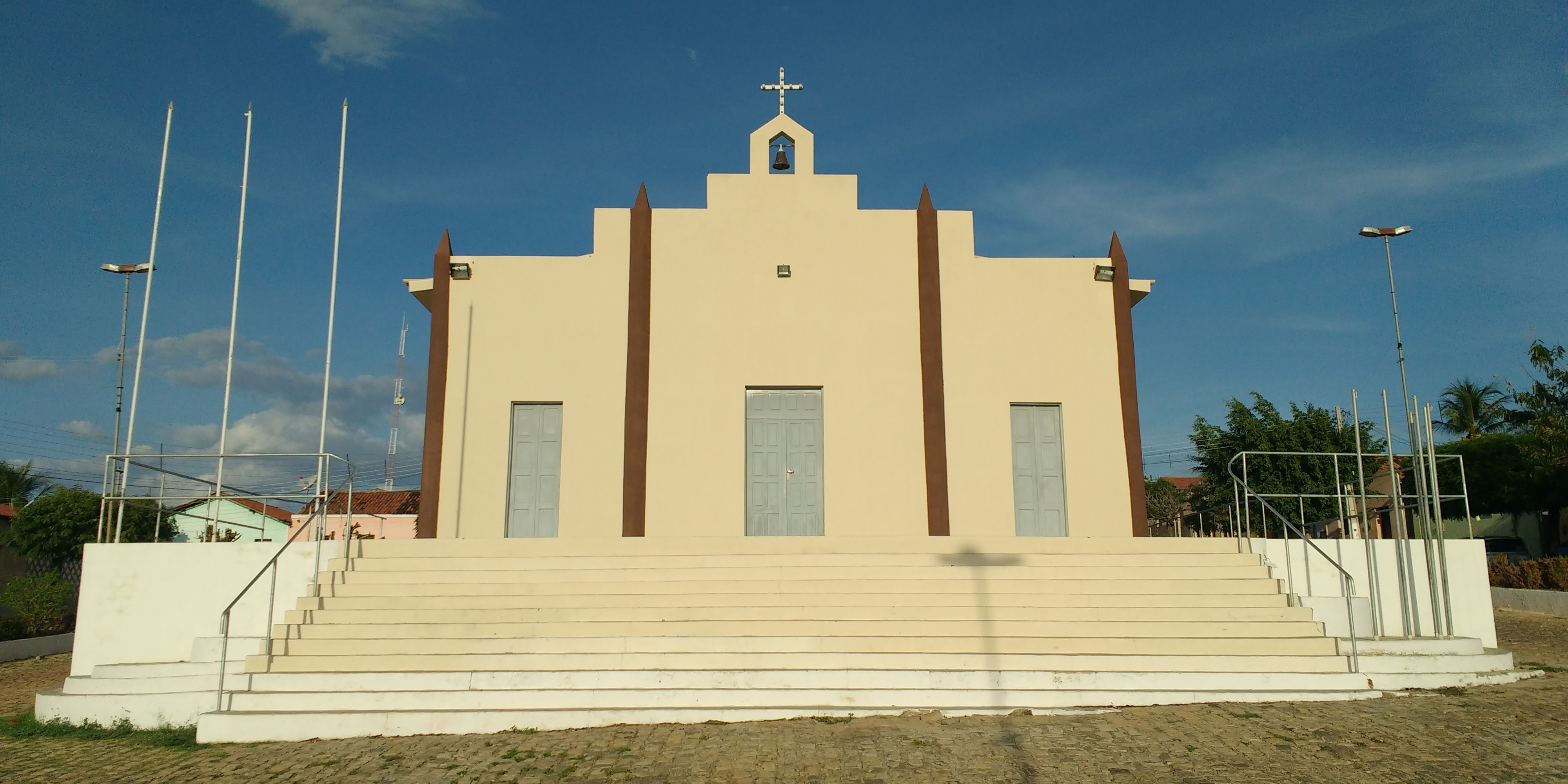
Igreja de São João Batista, padroeiro de Riacho de Santana, que faz parte da paróquia de José da Penha

Segundo o mesmo censo, 62,51% tinham entre 15 e 64 anos, 25,67% até quinze anos e 11,81% 65 anos ou mais. No quesito de cor ou raça, 55,78% eram brancos, 42,69% pardos e 1,46% pretos, havendo uma minoria de amarelos (0,07%). Toda a população era brasileira nata, dos quais 74,05% nascidos no município. Outros 11,01% vieram de fora do estado, principalmente da Paraíba (4,03%) e de São Paulo (2,76%), havendo ainda naturais do Distrito Federal (1,13%) e mais seis estados. Ainda segundo o mesmo censo, 90,03% eram católicos; 8,19% evangélicos, sendo a Assembleia de Deus e a Congregação Cristã as principais denominações; 0,78% declararam não seguir nenhuma religião, 0,77% eram testemunhas de Jeová e 0,22% espíritas.
O Índice de Desenvolvimento Humano (IDH-M) do município é considerado baixo, conforme o Programa das Nações Unidas para o Desenvolvimento (PNUD). Segundo dados do último relatório, divulgado em 2013 com dados referentes a 2010, seu valor era de 0,591, sendo o 113º do Rio Grande do Norte e o 4 372° do Brasil. Considerando-se apenas o índice de longevidade, seu valor era 0,776, o valor do índice de renda era 0,545 e o de educação 0,489, sendo este o indicador que mais cresceu na década. O índice de Gini, que mede a desigualdade social era 0,498, ainda assim os 20% mais ricos detinham 50,71% no rendimento total municipal, enquanto os 20% mais pobres possuíam apenas 2,01%.

## Política
Sendo um município, Riacho de Santana detém autonomia política, administrativa e financeira, sendo uma  pessoa jurídica de direito público interno. A administração municipal se dá pelos poderes executivo e o legislativo, independentes e harmônicos entre si, conforme a lei orgânica do município, promulgada no dia 11 de abril de 1990.
O poder executivo é representado pelo prefeito, auxiliado pelo seu gabinete de secretários municipais. O legislativo é representado pela câmara municipal, constituída por nove vereadores que, junto com o prefeito, são eleitos para mandatos de quatro anos, correspondendo cada ano a uma legislatura. Dentre suas atribuições, estão elaborar e votar leis fundamentais à administração pública, especialmente o orçamento municipal, e fiscalizar os atos do poder executivo.
Riacho de Santana é termo judiciário da comarca de Pau dos Ferros, de entrância intermediária, e pertence à 40ª zona eleitoral do Rio Grande do Norte, possuindo um quantitativo de 3 010 eleitores registrados em dezembro de 2021, de acordo com dados do Tribunal Superior Eleitoral (TSE), o que equivale a 0,128% do eleitorado potiguar.

## Economia
Em 2010, considerando-se a população municipal com idade igual ou superior a dezoito anos, 46,9% eram economicamente ativas ocupadas, 41,9% economicamente inativa e 11,8% ativa desocupada. Ainda no mesmo ano, levando-se em conta a população ativa ocupada na mesma faixa etária, 44,18% trabalhavam na agropecuária, 34,3% no setor de serviços, 10,85 % no comércio, 5,66% na construção civil, 1,94% em indústrias de transformação e 0,36% na utilidade pública.

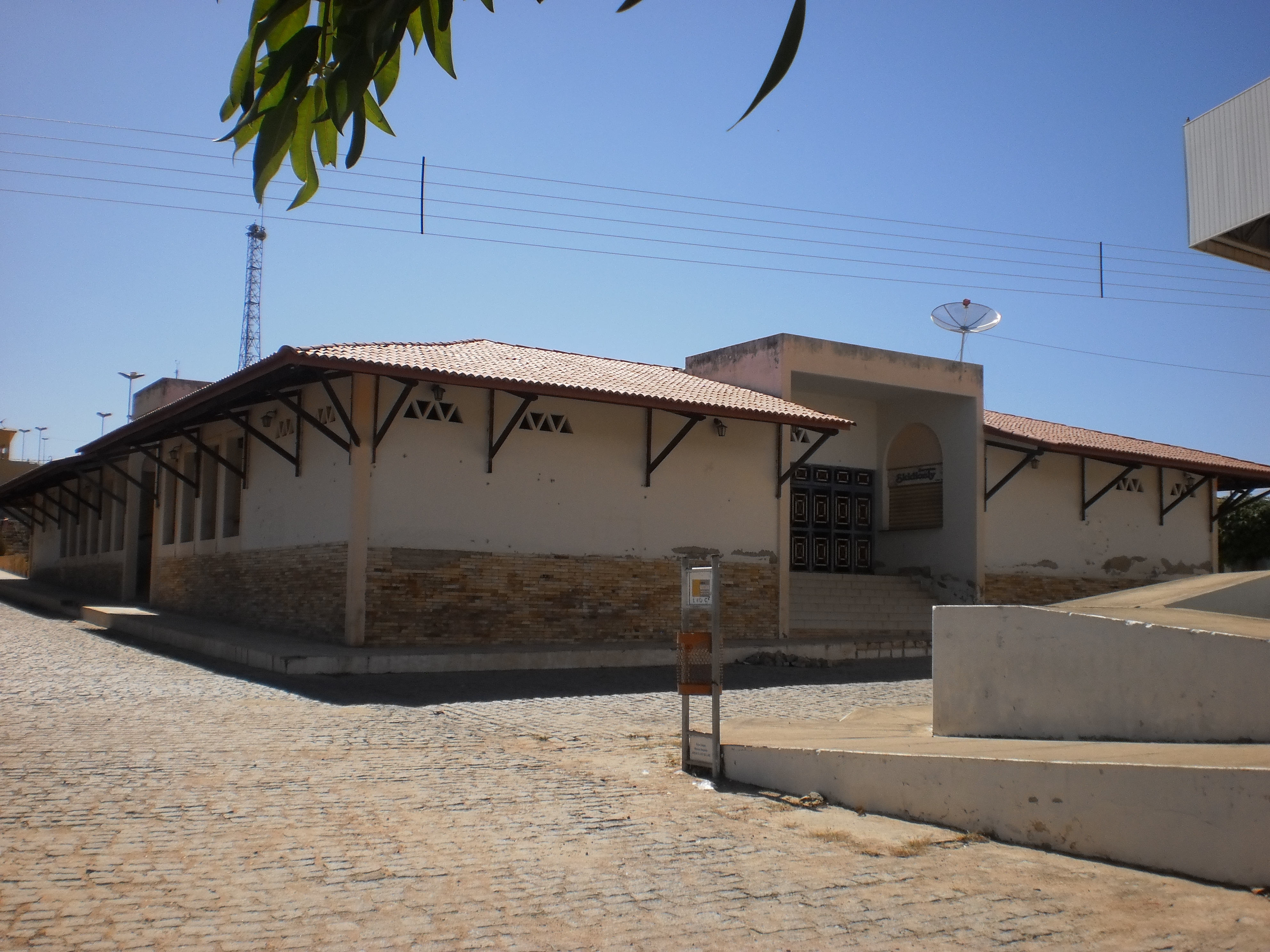
Mercado público de Riacho de Santana

Em 2012, o Produto Interno Bruto (PIB) do município de Riacho de Santana era de R$ 26 616 mil, dos quais 20 181 mil do setor terciário, R$ 2 338 mil do setor primário, R$ 2 096 mil do setor secundário e R$ 2 002 mil de impostos sobre produtos líquidos de subsídios a preços correntes. O PIB per capita era de R$ 6 413,55. Conforme a Estatística do Cadastro de Empresas de 2013, Riacho de Santana possuía 28 unidades (empresas) locais, todas atuantes e 469 trabalhadores, dos quais 243 do tipo "pessoal ocupado total" e 226 do tipo "ocupado assalariado". Salários juntamente com outras remunerações somavam 3 301 mil reais e o salário médio mensal de todo o município era de 1,7 salários mínimos.
Ainda em 2013, o município possuía um rebanho de 10 645 galináceos, 2 970 bovinos, 1 310 suínos, 1 124 ovinos, 710 caprinos e 56 equinos. Na lavoura temporária foram produzidos tomate (250 t), mandioca (32 t), batata-doce (15 t), feijão (4 t) e milho (3 t), e na lavoura permanente coco-da-baía (8 000 frutos), banana (130 t), manga (26 t) e castanha de caju (1 t). Ainda no mesmo ano o município também produziu 440 mil litros de leite de 786 vacas ordenhadas; dezessete mil dúzias de ovos de galinha e 2 210 quilos de mel de abelha.

## Infraestrutura

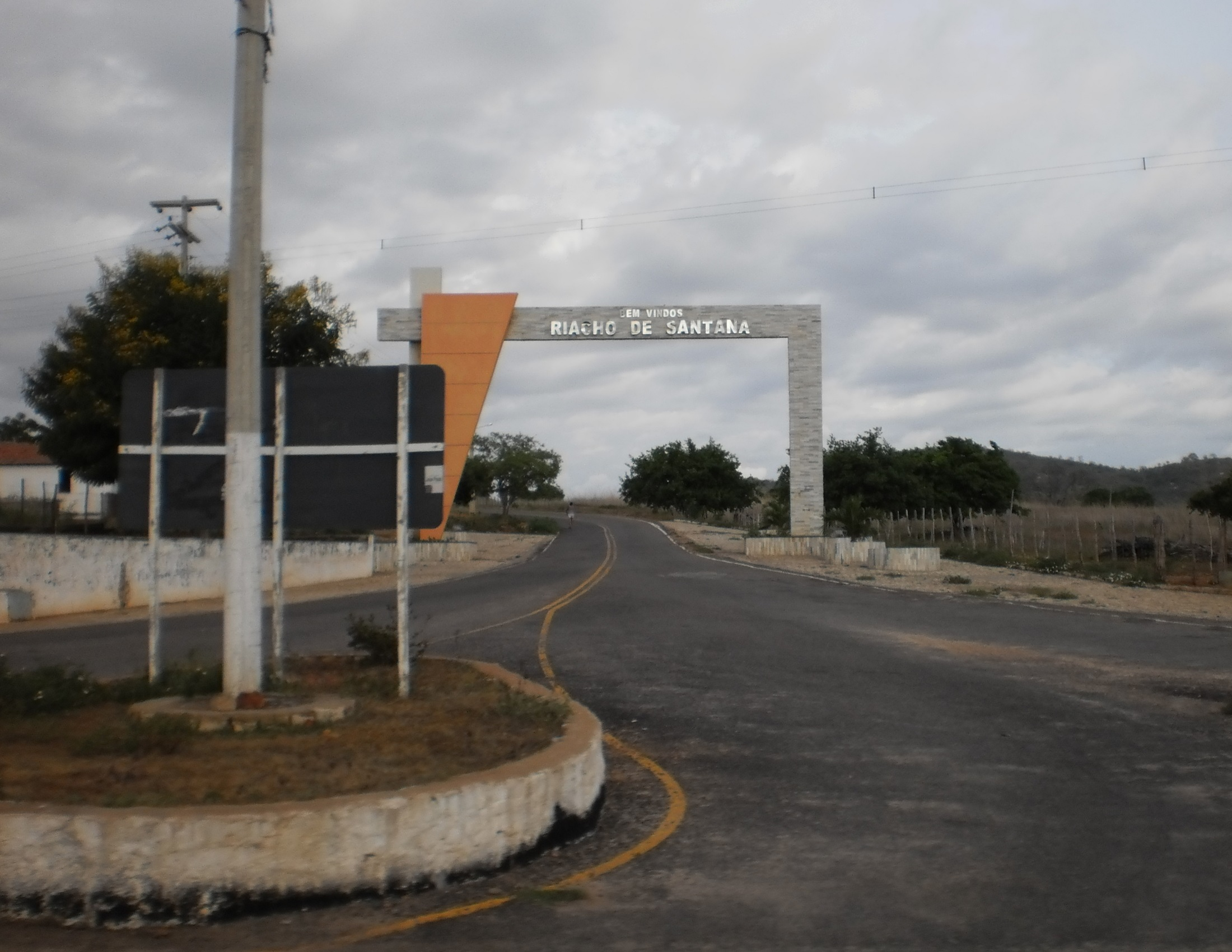
Entrada de Riacho de Santana a partir da RN-073, que dá acesso ao município, no cruzamento com a BR-405

Em 2010, 96,75% dos domicílios tinham água encanada, cobrindo 97,49% da população com acesso à água, cujo abastecimento é de responsabilidade da Companhia de Águas e Esgotos do Rio Grande do Norte (CAERN), enquanto 99,27% dos domicílios tinham eletricidade vinda da concessionária, a Companhia Energética do Rio Grande do Norte (COSERN), presente em todos os municípios do estado, sendo a tensão nominal da rede de 220 volts.
Na última Pesquisa Nacional de Saneamento Básico (PNSB), realizada em 2017, a rede de abastecimento de água local possuía 26 quilômetros de extensão, com 487 ligações ou economias, apenas uma não residencial, sendo tratados em média 106 m³/dia, com um consumo per capita de 228,2 litros diários por economia. O serviço telefônico móvel é fornecido por duas operadoras de telefonia, a TIM e a Vivo, em até 4G. O código de área (DDD) de Riacho de Santana é 084 e o Código de Endereçamento Postal (CEP) da cidade é 59987-000.

### Saúde
Em 2010, a expectativa de vida ao nascer em Riacho de Santana era de 71,56 anos, com índice de longevidade de 0,776, taxa de mortalidade infantil até um ano de idade de 22,2 por mil nascidos vivos e taxa de fecundidade de 2,2 filhos por mulher. Em abril do mesmo ano, a rede profissional de saúde era constituída por quatorze auxiliares de enfermagem, seis médicos (três clínicos gerais, dois médicos de família e um cirurgião geral), cinco enfermeiros, quatro técnicos de enfermagem, três cirurgiões-dentistas, um nutricionista e um farmacêutico, totalizando 34 profissionais.
A rede de saúde de Riacho de Santana dispõe apenas de unidades básicas e postos de saúde. O município pertence à VI Unidade Regional de Saúde Pública do Rio Grande do Norte (URSAP-RN), sediada em Pau dos Ferros. Segundo dados do Ministério da Saúde, de 2001 a 2012, foram notificados 182 casos de dengue e dez de leishmaniose e, de 1990 a 2012, um caso de AIDS foi registrado.

### Educação
O fator "educação" do IDH no município atingiu em 2010 a marca de 0,489, ao passo que a taxa de alfabetização da população acima dos dez anos indicada pelo último censo demográfico do mesmo ano foi de 74,8% (80,3% para as mulheres e 69,1% para os homens). Ainda em 2010, Riacho de Santana possuía uma expectativa de anos de estudos de 9,23 anos, valor abaixo da média estadual (9,54 anos). A taxa de conclusão do ensino fundamental, entre jovens de 15 a 17 anos, era de 38,7%, e o percentual de conclusão do ensino médio (18 a 24 anos) de apenas 35,5%. Em 2014, a distorção idade-série entre alunos do ensino fundamental, ou seja, com idade superior à recomendada, era de 20,2% para os anos iniciais e 42,2% nos anos finais, sendo essa defasagem no ensino médio de 62,3%.
No censo de 2010, da população total, 1 316 frequentavam creches ou escolas, 1 299 na rede pública de ensino (98,71%) e dezessete em redes particulares (1,29%); 669 cursavam o regular do ensino fundamental (50,86%), 226 o regular do ensino médio (17,21%), 170 o pré-escolar (12,9%), 83 em cursos superiores de graduação (6,28%), sessenta na educação de jovens e adultos do ensino fundamental (4,55%), 44 em classes de alfabetização (3,37%), 44 em creches (3,37%), dez na educação de jovens e adultos do ensino médio (0,75%), sete na especialização de nível superior (0,53%) e três na alfabetização de jovens e adultos (0,23%). Levando-se em conta o nível de instrução da população com idade superior a dez anos, 2 470 não possuíam instrução e fundamental incompleto (71,06%), 465 tinham médio completo e superior incompleto (13,38%), 852 ensino fundamental completo e médio incompleto (12,74%) e 93 o superior completo (2,69%), além de cinco com nível indeterminado (0,13%). Em 2012 Riacho de Santana possuía uma rede de dez escolas de ensino fundamental (com 35 docentes), nove do pré-escolar (oito docentes) e uma de ensino médio (doze docentes).

## Cultura

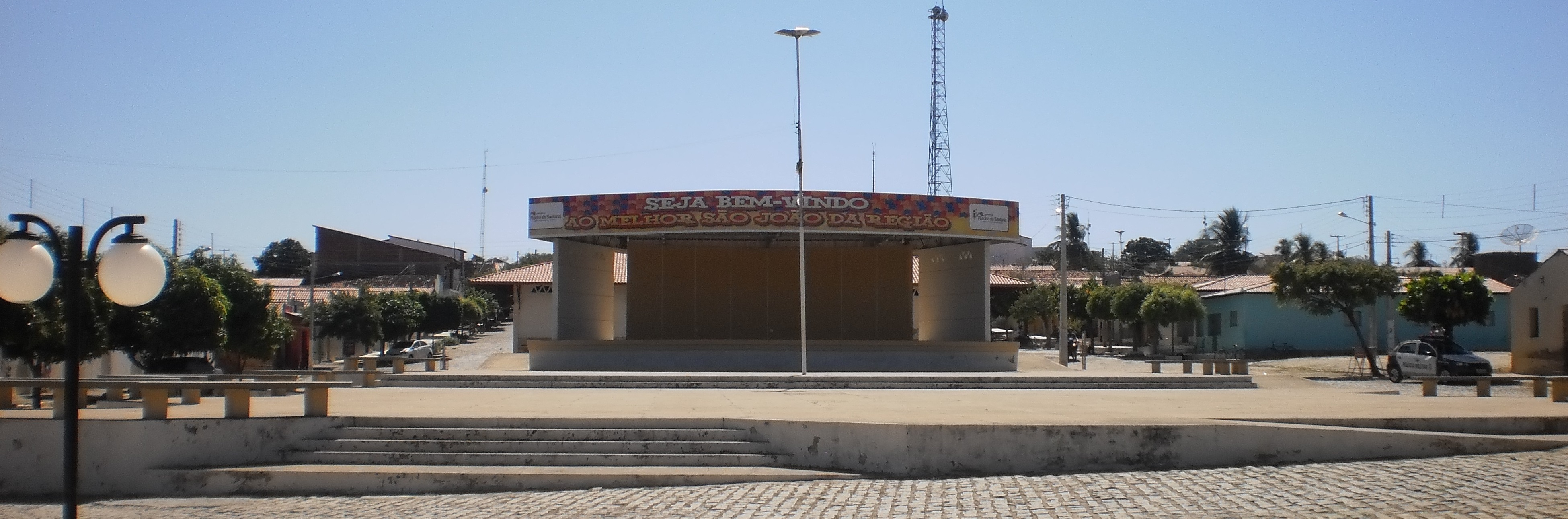
Praça de Eventos de Riacho de Santana, onde acontecem os principais eventos culturais do município

Dentre os eventos do calendário cultural do município, estão a festa de emancipação política, realizada no dia 10 de maio, data de aniversário do município; o Arraiá de Rua, que ocorre entre 14 e 24 de junho com a apresentação de quadrilhas, danças, festivais, além de barracas de gastronomia e shows de bandas musicais, e realizada em conjunto com a festa de São João Batista, atrativo cultural-religioso realizado em homenagem ao padroeiro municipal, encerrando-se com a tradicional procissão pelas principais ruas da cidade.
Além da festa de São João Batista, outro importante atrativo é o Açude Caripina, barragem localizada no Sítio Paul, a 1,5 quilômetros da zona urbana, e que abastece a população do município. Também são realizados eventos no setor esportivo, como o Campeonato Municipal de Futebol de Campo e a Copa Chacal de Futsal. As principais atividades artesanais são o bordado, fios e fibras, entre outras. Há também grupos de carnaval, manifestação tradicional popular, música e orquestra.